# 癟四與大頭蛋
《瘪四与大头蛋》（有時會被簡稱為B&B）是一部美國成人動畫影集，由麥克·賈吉為MTV（第1至第8季）和後來的派拉蒙+（第9季至今）創作。講述癟四和大頭蛋的日常生活趣事，兩人均由賈吉配音，這對青少年的特點是冷漠、缺乏智商、低俗幽默以及對搖滾和重金屬音樂的熱愛。
這些角色起源於賈吉製作的1992年的短片《青蛙棒球》（Frog Baseball），第二部影片名為《和平、愛與理解》，由MTV動畫節目Liquid Television播出。MTV委託製作完整劇集後，《癟四與大頭蛋》從1993年到1997年播出了七季。該劇於2011年在MTV上播出第八季，第二次重播後，包括最初的兩季。2022年在派拉蒙+首播第九季、第十季。
在首映期間，《癟四與大頭蛋》因其對社會的諷刺、嚴厲評論而受到好評，但同時對青少年的影響而受到批評。本劇也製作各種其他媒體作品，包括 1996年的院線電影《癟四與大頭蛋橫貫美國》。第二部電影《癟四與大頭蛋之大鬧宇宙》於2022年在派拉蒙+上映。

## 簡介
《癟四與大頭蛋》是由麥克·賈治（Mike Judge）所製作編導，是一部鎖定青少年與成人作為收視群，因為充滿許多暴力與色情的話題而不宜兒童觀賞的卡通影片。但卡通中兩個主角——癟四（Beavis）與大頭蛋（Butt-head）——之間低俗而無厘頭的對話，卻意外掀起一波狂熱，許多年輕人爭相模仿他們的交談方式，而片中許多曾使用到的俚語（通常跟色情話題很有關係）也變得廣為流傳。除了MTV頻道上的系列節目之外，癟四與大頭蛋也曾推出過音樂合輯，甚至躍上大银幕，與推出許多周邊的錄影帶、影音光碟與印刷產品。

## 歷史
《癟四與大頭蛋》系列的前身是一齣名叫《青蛙棒球》（Frog Baseball）的卡通短片，描述兩個壞小孩虐殺青蛙的故事，是由賈治自行製作以參加史派克與麥克噁心扭曲卡通節（Spike and Mike Sick and Twisted Festival of Animation），後來被MTV所屬的一個獨立卡通節目《液態電視》（Liquid Television）所收錄。由於這節目大受歡迎，MTV開始考慮在頻道節目中加入系列性的自製卡通影集，而促成了《癟四與大頭蛋》的誕生。
在1993年到1997年間，《癟四與大頭蛋》一共推出了七季的作品。但在1997年，因為笑點僵化、觀眾的喜好轉移與社會道德輿論的壓力，製作單位最後終於選擇在第7季第40集時讓癟四與大頭蛋「死掉」。雖然《癟四與大頭蛋》支持者曾一度謠傳這只是製作單位的玩笑，這兩個生命力有如蟑螂般的小子不可能就如此一死不復生；但迄今為止，他們仍沒有真正復生的跡象，賈治則轉移注意力到其他題材的卡通影片與影集上繼續在業界活躍。
已於官方網站中確認《癟四與大頭蛋》將於2011年10月27日開始播放最新一季內容，今後會繼續製作。

## 特色

### 作品型態
《癟四與大頭蛋》是MTV音樂電視頻道的節目，與大部分MTV節目相同，是以播放音樂錄影帶為主，然後由節目主持人（稱為VJ）在其間串場介紹的型態一樣。以某個角度來說，《癟四與大頭蛋》系列也是音樂節目的一種。節目的進展通常是癟四與大頭蛋兩人坐在電視機前面的破沙發上，觀看電視中在播放的音樂錄影帶；在播放的過程中，他們有時會在一旁排白對話發表批評或讚美的意見，或是拿歌詞裡面提到些詞句做題目，進行一些沒頭沒腦的白癡對話。由於他們兩人喜歡的音樂風格是以地下音樂、重搖滾樂為主，因此只要是屬於此類的音樂他們通常都會給予「酷」（Cool）、「超讚」（Rules）之類的評價；但對於一些比較大眾口味流行取向，或甚至偶像歌手型的作品，則常被他們批評得體無完膚，例如拿來當笑柄或給予「遜斃了」（Sucks）的評價外帶一陣痴笑。
不過與其他音樂節目不同的是，在不同音樂錄影帶的過場時間之中，癟四與大頭蛋並不乖乖的學其他VJ一樣介紹歌曲歌手，而是用癟四與大頭蛋在自己家裡或出外惡作劇搗蛋為非作歹的故事串場，變成一段一段有連慣性的卡通影片。癟四與大頭蛋兩人對於事物的善惡沒有什麼分辨感，對他們來說有很多惡作劇都是起因於他們的無知與好奇，但卻導致很多周遭人物遭受池魚之殃，例如他們過度正經的退休老兵鄰居安德生先生（Mr. Anderson）。

### 人格特質
在卡通中，癟四與大頭蛋被設定為兩個常看電視的高中生。他們也會去上學，學校名叫高地高中。愛傻笑（大頭蛋喜歡發出低沈的呵呵呵笑聲，癟四則以較高音的嘿嘿嘿笑法出名）。早期的節目中癟四與大頭蛋曾一度常以互相進行暴力行為來製造笑料，例如玩火、做出奇怪的特技動作後失敗、輪流互毆或亂丟東西，但因為曾發生過被指控有兒童模仿他們的行徑而發生意外的問題，製作單位後來就不再放入這類內容，取而代之的是一些色情笑話為主的題材。癟四與大頭蛋兩人非常好色，這點可以從他們經常在討論該如何與異性「射門成功」（Score）得知，但因為他們天天關在屋裡看電視，在與異性的人際關係上有很大的障礙從沒能得手過，因此常常必須以自己打手槍（自慰）的方式發洩。
癟四與大頭蛋兩人雖然智商都很低，但如果要比較的話，大頭蛋顯然在兩人之中擔任「智者」的角色，負責回答癟四突然蹦出的奇怪問題（雖然他很少回答正確）。他們兩人的搭配方式與一些雙人組的搞笑藝人一樣，其中癟四負責離題，大頭蛋則負責將偏離的話題導正，但有時事情的發展常常會偏離到無法遏止的程度，例如當癟四吃了太多糖類或咖啡因時，他會進入嚴重的精神分裂狀態，化身成「玉米超人」（Cornholio）。玉米超人會把自己身上穿的T恤拉到頭頂，以同樣的姿勢四處走動並且不斷嚅囁「我是偉大的玉米超人，我需要些TP（指衛生紙）給我的桶孔（意指肛門）」（I need some TP for my Bunghole）。故事中他們稱玉米超人是癟四的「另一個自我」，他跟向來語無倫次的癟四不大一樣，會用樂評家似的口吻正經地批評解說音樂還會唸詩，很顯然大頭蛋不大喜歡這種狀態的癟四，所以會適時賞他幾巴掌讓他恢復正常。事後的癟四似乎對於自己化身為此角色的過程毫無記憶，因此大頭蛋是個單純的傻蛋，而癟四除了傻之外还有双重人格。

### 音樂品味
如同前述，身為MTV電視網音樂節目主持人的癟四與大頭蛋，對於音樂的品味是傾向地下音樂、重搖滾樂或甚至重金屬樂的方向。在1993年推出的音樂專輯《癟四與大頭蛋的音樂體驗》（The Beavis and Butt-Head Experience）中，選錄了包括超脫（Nirvana）、炭疽熱（Anthrax）等地下音樂團體，老牌重金屬搖滾樂團麥加帝斯（Megadeth）、（Aerosmith），與嘻哈組合Run-DMC等團體的作品。除了收錄各樂團的單曲之外，癟四與大頭蛋也在歌曲與歌曲之間進行這些樂團的實地拜訪（順道幹些傻事），以及在唱片末尾與老牌女歌手雪兒（Cher）合唱《I Got You Baby》，這首歌曾登上美國告示牌雜誌（Billboard Magazine）流行單曲榜前十名，使得他們也擁有流行音樂歌手的身份。

### 電影

《癟四與大頭蛋橫貫美國》電影原聲帶封面

1996年時，癟四與大頭蛋的故事曾搬上大銀幕，《癟四與大頭蛋橫貫美國》（MTV Presents: Beavis and Butt-head Do America）在美國造成不小的轟動，這也是難得一次兩個壞小孩不再留在家裡看音樂錄影帶——因為他們的電視被壞人偷走了。兩人於是決定出門去追緝偷電視的壞人奪回電視，卻不料誤打誤撞地偵破了重大的犯罪事件，還獲得柯林頓總統的表揚。在過程中他們曾在沙漠中遇到（疑似）他們父親的中年傻蛋雙人組（說「疑似」，是因為片中人物的對白並沒有確認此點），這是唯一一次有提到這兩個主人公的身世問題。
與之前的《音樂體驗》一樣，《橫貫美國》也有推出對應的電影原聲帶唱片，不過不同的是癟四與大頭蛋在這張唱片中並沒有獻聲太多，只有在唱片末尾最後一首的《Lesbian Seagull》結束之後，拿槍打下一隻海鷗，同時發出一陣傻笑。

## 影響
癟四與大頭蛋的故事表面看起來非常的無厘頭，但其實裡面蘊藏了許多針對美國主流文化的批評與諷刺。
由於癟四與大頭蛋兩人在節目中使用大量的自創髒話，漸漸的這些用詞也被許多年輕人學起後作為彼此間交談時的用語。其中比較有名的包括“Bunghole”（在酒桶上鑽出的取酒孔，影射肛門）、“Cut The Cheese”（切開起士會散發出一陣發酵的臭味，影射放屁）、“Spank My Monkey”（打我的小猴，影射自慰）、“Boner”（跟一根骨頭一樣硬梆梆的事物，影射陰莖）與“Score”（足球的射門得分，影射性關係），都是些他們從不離口、字面上不是髒話的髒話。

## 外部連結
- IMDB Beavis and Butt-Head Do America電影資訊 （页面存档备份，存于）